# Syneora nigrilinea
Syneora nigrilinea là một loài bướm đêm trong họ Geometridae.